# Antonia Arslan

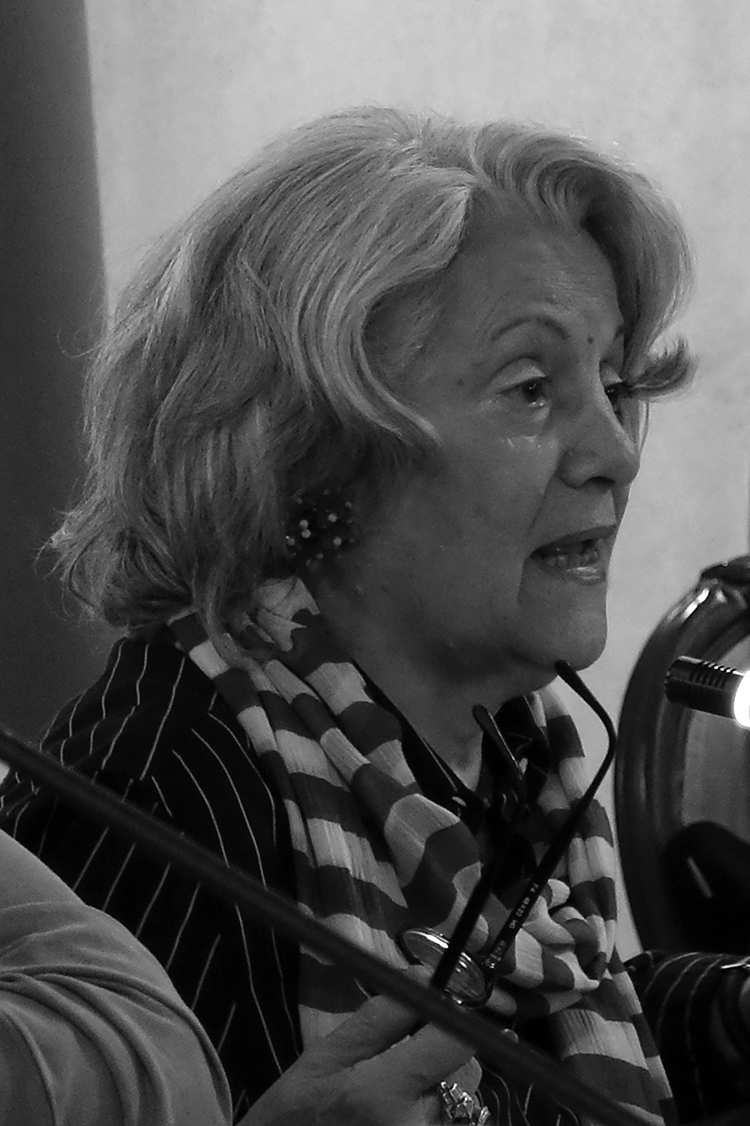
Antonia Arslan (2018)

Antonia Arslan (armenisch Անտոնիա Արսլան) (* 30. April 1938 in Padua) ist eine italienische Italianistin, Übersetzerin und Schriftstellerin mit armenischen Wurzeln.

## Leben
Antonia Arslan wurde 1938 als fünftes Kind des armenisch-stämmigen Hals-Nasen-Ohren-Arztes Michele Arslan (1904–1988) und der Italienerin Vittoria Marchiori geboren. Ihr Onkel ist der Kunsthistoriker Wart Arslan.
Nach einem Abschluss in Archäologie war sie Professorin für moderne und zeitgenössische italienische Literatur an der Universität Padua und hat zahlreiche Abhandlungen, unter anderem über italienische Unterhaltungsliteratur und italienische Dichterinnen des 19. und 20. Jahrhunderts, publiziert.
Inspiriert von der Übersetzung von Gedichten des armenischen Dichters Daniel Waruschan geht Antonia Arslan ihren eigenen armenischen Wurzeln und Familiengeschichte nach. Mit dem Roman La masseria delle allodole (deutsch Das Haus der Lerchen) kehrt sie in die Welt ihres Großvaters Yerwant Arslan (1865–1948) zurück, der bereits als Jugendlicher nach Italien gekommen war und dort ein bekannter Arzt wurde.
Für ihr Werk erhielt sie unter anderem 2004 den Premio Stresa sowie 2005 den italienischen P.E.N.-Klub-Preis und den Manzoni-Preis. 2017 erhielt sie die Ehrenbürgerschaft der Stadt Turin.

## Schriften (Auswahl)

### Wissenschaftliche Abhandlungen
- Dame, droga e galline. Il romanzo popolare italiano fra Ottocento e Novecento. Cleup, 1977. ISBN 978-88-400-0051-0.
- Dame, galline e regine. La scrittura femminile italiana fra '800 e '900. Guerini e Associati, 1999. ISBN 978-88-6250-402-7.

### Romane
- La masseria delle allodole. Rizzoli, 2004. ISBN 978-8817016339 (deutsch Das Haus der Lerchen, 2007)[5][6]
- La strada di Smirne. Rizzoli, 2009. ISBN 978-88-17-02799-1.
- Il cortile dei girasoli parlanti, Piemme, 2011. ISBN 978-88-566-1973-7.
- Il libro di Mush, Skira narrativa, 2012. ISBN 978-88-572-1151-0.
- Il calendario dell'avvento, Piemme, 2013. ISBN 978-88-566-3109-8.
- Il rumore delle perle di legno, Rizzoli, 2015. ISBN 978-88-586-7905-0.